# Постников, Георгий Павлович
Георгий Павлович Постников (26 апреля 1950, Ленинград) — российский медальер и скульптор, член Союза Художников России, член Международной федерации медальерного искусства FIDEM.

## Основные темы творчества
Основными темами в медальерной пластике и скульптурных произведениях Г. П. Постникова являются исторический портрет, античные и библейские сюжеты в современной авторской трактовке, а также абстрактные образы, выражающие оттенки настроения, состояния души, страсти и пристрастия человека.
Им выполнены ряд монументальных произведений, мемориальных досок и горельефов для Санкт-Петербурга, в частности, работы для Санкт-Петербургского государственного университета и для Парка современной скульптуры.
Творческие произведения Георгия Павловича Постникова находятся в коллекциях музеев: Государственного Эрмитажа (Санкт-Петербург), Государственного Русского музея (Санкт-Петербург), Британского музея (Лондон), Мюнцкабинета государственных музеев Берлина (Берлин), Музея Данте (Равенна, Италия), Всероссийского музея А. С. Пушкина(Санкт-Петербург), Государственного исторического музея (Москва),  Музея северных территорий (Хоккайдо, Япония), Центрального военно-морского музея (Санкт-Петербург),  Мемориального музея космонавтики (Москва),  Государственного историко-культурного музея-заповедника «Слово о полку Игореве» (Новгород-Северский, Украина),  Музея Анны Ахматовой в Фонтанном доме (Санкт-Петербург), Нижнетагильского музея изобразительных искусств (Нижний Тагил),  Музея-усадьбы «Остафьево» (Москва) и в ряде других отечественных и зарубежных музеев, а также в частных собраниях.

## Творческая биография
Родился 26 апреля 1950 года в Ленинграде.

В 1969 году окончил скульптурное отделение Ленинградского художественного училища им. В. А. Серова.

По окончании училища несколько лет работал на «Ленфильме» в цехе декоративно-технических сооружений, выполняя скульптурные элементы декораций.

В 1981 году вступил в Творческое объединение молодых художников и искусствоведов (ТОМХИ) Ленинградской организации Союза художников РСФСР.

В 1985 году принят в Союз художников России (ЛОСХ).

К 175-летию мирного разрешения Русско-японского конфликта нач. XIX в. в 1988 году выпущена медаль «В. М. Головнин, П. И. Рикорд, Такатая Кахей».
В 1991 году вступил в Международную федерацию медальерного искусства (FIDEM), участник выставок, проводимых в рамках конгрессов FIDEM.
 
В 1991–1993 годах — член Совета по медальерному искусству при Министерстве культуры России.

В 1996 году на XXV Конгрессе FIDEM в Швейцарии работа Георгия Постникова «Расстрел. Памяти Николая II» получила премию общества Немецкого медальерного искусства Германии и приобретена Мюнцкабинетом государственных музеев Берлина.

В 1990-х годах сотрудничал с Санкт-Петербургским государственным университетом, для которого выполнил ряд памятных медалей, посвященных университету и его учёным, а также аллегорических медалей, посвящённых отдельным факультетам.

В 1996 году в память о курильской эпопее на Санкт-Петербургском Монетном дворе выпущена заключительная медаль серии «300 лет Российскому флоту», «Географические открытия», посвящённая мореплавателям В. М. Головнину и П. И. Рикорду,,.
В 1998 году Георгий Постников выполнил рельефный портрет бывшего министра иностранных дел России князя А. М. Горчакова на мемориальную доску (архитектор Т. Н. Милорадович) и на официальную наградную медаль Министерства иностранных дел России, которая, в частности, была вручена Президентам России Б. Н. Ельцину, В. В. Путину и Д. А. Медведеву, Патриархам Московским и всея Руси Алексию II и Кириллу, а также Генеральному секретарю ООН Кофи Аннану и другим выдающимся дипломатам.

В 2016 - 2019 годах автором выполнена серия (14) рельефов «Мученики и страстотерпцы России». Четыре работы из этой серии: "Борис и Глеб", "Царевич Дмитрий", "Святой Николай II с семьёй" и "Ангел-Хранитель", - экспонировались в 2019 году на выставке "Застывшие боги" в Государственном музее истории религии.

## Исторические произведения Г. П. Постникова
(у медалей указан диаметр D, а у скульптур - высота Н в мм)
- «Куликовская битва» 1980, медь гальв.; D 165;
- «Антивоенная» 1981, бронза литая, D 157;
- «Слово о полку Игореве» 1984, бронза литая, D 120;
- «Георгий Победоносец» 1997, бронза, Н 19.5;
- «Расстрел. Памяти Николая II» 1994, бронза, Н 160;
- «Андрей Рублев» 1985, бронза, дерево, Н 300;
- «А. М. Горчаков 1798-1883» 1998, бронза литая, D 90;
- «В. М. Головнин, П. И. Рикорд, Такатая Кахей» 1988, медь гальв., D 120;
- «Географические открытия» из серии «300 лет Российскому флоту» 1996, мельхиор, D 41;
- «Память о Хиросиме» 1984, бронза, Н 150;

## Мемориальные доски в Санкт-Петербурге
- Мемориальная доска «Никто не забыт, ничто не забыто. Вечная память сотрудникам Ленинградского отделения Научно-исследовательского института связи, отдавшим жизнь за Родину на фронтах Великой Отечественной войны и в блокадном Ленинграде 1941–1945» Варшавская ул., д.11. Мрамор.1985. Архитектор Е. П. Линцбах, скульптор  Г. П. Постников.
- Мемориальная доска Горчакову А.М. «В этом здании с 1856 по 1883 год жил и работал выдающийся государственный деятель, министр иностранных дел России Горчаков Александр Михайлович», наб. реки Мойки, 39/6. Мрамор, бронза. 1998. Архитектор Т. Н. Милорадович , скульптор Г. П. Постников.

## Серия медалей, посвященных Государственному Эрмитажу
- «Меценату» Спонсору Государственного Эрмитажа 1997, бронза, D 60;
- «Реставрация зала Рембрандта в Государственном Эрмитаже» 1998, бронза, D 60;
- «Эрмитаж в здании Главного Штаба» 1999, бронза, D 60.

## Произведения, посвященные деятелям искусства и культуры

### Поэтам и писателям
- «А. Ахматова. Бессмертие» 1996, бронза литая, D 145;
- «Н. В. Гоголь» 1988, бронза литая, D 145;
- «Михаил Булгаков» 1988, бронза литая, D 145;
- «Константин Паустовский» 1992, томпак, D 60;
- «Пушкин» 1997, бронза литая, D 120;
- «Гёте и Пушкин» 2000, бронза литая, D 120;
- «Данте. Ад» 1989, бронза литая, D 115;
- «Данте и Беатриче» 1989, бронза литая, D 125;
- «Данте и Беатриче. Врата Рая» 1997, бронза, Н 630.

### Художникам и скульпторам
- «Ван Гог» 1990, бронза литая, D 118;
- «М. Шагал» 1985, бронза литая, D 67;
- «П. К. Клодт» 1992, томпак, D 55;
- «Петров-Водкин» 1987, бронза литая, D 145;
- «Henry Moore» (Генри Мур) 1986, медь гальв., D 195;
- «Маска Сальвадора Дали» 1998, бронза, 140 х 88;
- «Модель Модильяни» 1998, бронза, 120 х 105;
- «Пространство Джакометти» 2001, бронза, Н 200

### Композиторам
- «Шостакович» 1995, бронза литая, D 120;
- «С. С. Прокофьев» 1991, томпак, D 65;
- «Jean Sibelius» (Ян Сибелиус) 1996, бронза, D 60.

## Медали, посвящённые Санкт-Петербургскому государственному университету
- «Санкт-Петербургский университет» 1994, томпак, D 60;
- «Независимая гуманитарная академия» 1993, томпак, D 60;
- «Языковый центр» 1994, бронза, D 60;
- «В. Я. Пропп» 1995, бронза, D 60;
- «275-летие Санкт-Петербургского государственного университета» 1999, бронза, D 60;
- «Филологический факультет» 1999, бронза, D 45;
- «Исторический факультет» 1999, бронза, D 45;
- «Факультет журналистики» 1999, бронза, D 45;
- «Факультет международных отношений» 1999, бронза, D 45;
- «Канадский колледж» 1999, бронза, D 45;
- «Центр русского языка и культуры» 1999, бронза, D 45;
- «Пушкин - гений» 2000, бронза.

## Работы в Парке современной скульптуры
Парк современной скульптуры создан в начале 2000-х годов во внутреннем дворике филологического факультета СПбГУ
- Памятный знак «Великому зодчему Доменико Трезини» (2001);
- Декоративный барельеф «Спираль развития» (2002);
- Памятная доска Григорию Сандлеру (2002);
- Солнечные часы «Мы навеки» (2002);
- Памятный знак «Скошенные» жертвам политических репрессий (2004);
- Композиция «Фонтан любви» по мотивам трагедии У. Шекспира «Ромео и Джульетта» (2005).